# Хомі Джехангір Бхабха
Хомі Джехангір Бхабха (гінді होमी जहांगीर भाभा, англ. Homi Jehangir Bhabha, 30 жовтня 1909, Бомбей, Індія — 24 січня 1966, Монблан, Франція) — індійський фізик, який відіграв значну роль у розвитку індійської атомної науки, техніки та ядерної програми. Член ряду наукових товариств та академій наук, зокрема Лондонського королівського товариства (1941).

## Біографія
Бхабха навчався у Кембриджському університеті, який закінчив у 1930 році. Наукову роботу розпочав під керівництвом Ральфа Фаулера. У 1940-1945 роках працював в Індійському науковому інституті в Бенгалуру, з 1942 — на посаді професора. В 1945 став ініціатором створення і першим керівником Інституту фундаментальних досліджень Тата в Бомбеї. Бхабха став головою Комітету з атомної енергії Індії (з 1947) та директором Атомного центру Тромбей (з 1957), який він також заснував.
Бхабха також був великим громадським діячем. Він був головою на першій конференції з мирного використання атомної енергії у Женеві у 1955 році. 13—14 вересня 1955 року гостював у Запоріжжі: оглянув Дніпрогес, «Запоріжсталь».
Крім того, він кілька років (1960—1963) очолював Президію Міжнародного союзу чистої та прикладної фізики (IUPAP), а також був членом Науково-консультативної ради МАГАТЕ.
Загинув внаслідок катастрофи літака Boeing 707, на якому прямував на чергове засідання ради МАГАТЕ. Висловлювалися припущення, що підтверджує колишній оперативник американських спецслужб Роберт Кроулі, що причиною цієї авіакатастрофою могли бути дії ЦРУ, які мали на меті уповільнити розвиток індійської ядерної програми.

## Наукова діяльність
Бхабха створив ряд наукових праць у галузі фізики космічних променів, теорії мезонів та частинок з вищими спинами, ядерної фізики. У своїй роботі 1935 року він вперше вирахував перетин електрон-позитронного розсіювання. Пізніше електрон-позитронне розсіювання в рамках квантової електродинаміки отримало назву «Бхабха-розсіювання» на честь його внеску до цієї галузі.

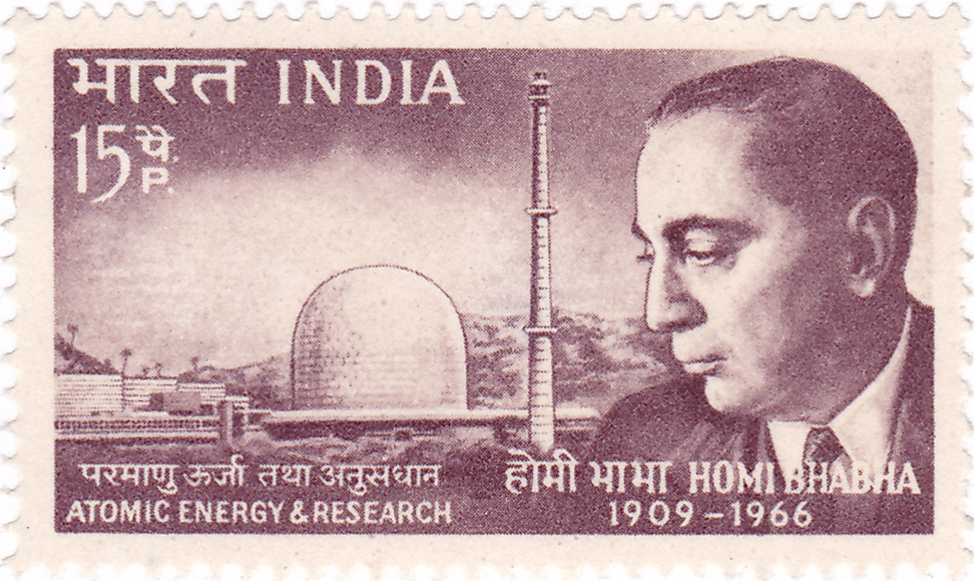
Бхабха на марці Індії 1966 року

У 1937 році Баба спільно з Вальтером Гайтлером розробив каскадну теорію електронних злив у космічних променях. Він першим виявив і показав, що мезон, що рухається, має більший час життя, ніж мезон, що покоївся, що повністю узгоджувалося з висновками спеціальної теорії відносності про «уповільнення часу».

## Нагороди
- Премія Адамса (1942)
- Премія Гопкинса (1948)

## Основні роботи
Бхабха є автором понад 60 статей у наукових журналах, серед яких:
- H. J. Bhabha, W. Heitler. The Passage of Fast Electrons and the Theory of Cosmic Showers // Proc. R. Soc. Lond. A. — 1937. — Т. 159. — С. 432—458.
- H. J. Bhabha. On the Penetrating Component of Cosmic Radiation // Proc. R. Soc. Lond. A. — 1938. — Т. 164. — С. 257—294.
- H. J. Bhabha.  // Proc. R. Soc. Lond. A. — 1938. — Т. 166. — С. 501—528. Архівовано з джерела 4 березня 2016.
- H. J. Bhabha, S. K. Chakrabarty. Calculations on the cascade theory with collision loss // Proc. Ind. Acad. Sci. A (Proc. Math. Sci.). — 1942. — Т. 15, № 6. — С. 464—476.
- H. J. Bhabha. Relativistic Wave Equations for the Elementary Particles // Reviews of Modern Physics. — 1945. — Т. 17, № 2—3. — С. 200—216.
- H. J. Bhabha, S. K. Chakrabarty. Further Calculations on the Cascade Theory // Physical Review. — 1948. — Т. 74, № 10. — С. 1352—1363.
- H. J. Bhabha. On the Postulational Basis of the Theory of Elementary Particles // Reviews of Modern Physics. — 1949. — Т. 21, № 3. — С. 451—462.
- H. J. Bhabha. An equation for a particle with two mass states and positive charge density // Philosophical Magazine Series 7. — 1952. — Т. 43, № 336. — С. 33—47.